# Абериствітський коледж
52°25′05″ пн. ш. 4°03′57″ зх. д. / 52.41806° пн. ш. 4.06576° зх. д.
Абериствітський коледж, Університет Абериствіта (валлійською: Prifysgol Aberystwyth) є державним дослідницьким університетом в Абериствіті, Уельс. Абериствіт був одним із засновників колишнього федерального університету Уельсу. В університеті навчається понад 8000 студентів на трьох академічних факультетах і 17 кафедрах.
Заснований у 1872 році як Уельський університетський коледж, Абериствіт, він став членом-засновником Уельського університету в 1894 році та змінив свою назву на Університетський коледж Уельсу, Абериствіт. У середині 1990-х років університет знову змінив назву на Уельський університет, Абериствіт. 1 вересня 2007 року Уельський університет перестав бути федеральним університетом, і Абериствітський університет знову став незалежним. Річний дохід установи за 2021—2022 рр. становив 119,9 млн фунтів стерлінгів, з яких 17,4 млн фунтів стерлінгів припадало на дослідницькі гранти та контракти, а витрати становили 147,1 млн фунтів стерлінгів.